# 甘南備山
甘南備山（かんなびやま）は、京都府京田辺市薪甘南備山にある独立峰である。山頂は神南備神社のある雄山（標高221m）と、雄山から北東に600m程度のところにあり三角点が設置されている雌山（標高201m）の2つにわかれている。山体の大部分は京田辺市に属するが、西麓は大阪府枚方市尊延寺にかかる。

## 概要
生駒山地最北端部の山々の一つである甘南備山は京田辺市の主峰とされている。京都市内から京田辺市内までの山城盆地内の大半の地点からこの山が望めることから、標高200ｍ台の低山ながらも山城盆地のランドマーク的な存在となっている。雌山頂上から南南西に尾根を少し下ったところには展望台が設けられており、南は同志社大学京田辺キャンパスや鷲峰山方面、西は八幡市街やポンポン山、北は京都市の中心部や愛宕山、比叡山までの眺望がきく。
古来、甘南備山は、「神南備」「神無火」などともいわれ、これには「神が隠れる場所」という意味があるとされる。甘南備山は「神が鎮座する山」、「神の降臨する山」として信仰の対象となっていた。山頂付近には延喜式内社の一つである神南備神社が鎮座しており、また、北麓の大住池平にある月讀神社では、祭礼の都度、元々神南備神社の祭神でもあった月読尊を甘南備山から迎えて、これを行うこととしていたとされる。このように神聖な山と見られていたことから近世までは女人禁制の山であったという。
このように神聖な山とされていたことに加え、水晶がよく取れたこともあり、かつては重要視された山であったという。さらに、平安京造営時には、この山を南の基点、船岡山を北の基点とし、両山を結ぶ直線を都の中心軸に、大極殿、朱雀門、朱雀大路、羅生門等を建設したとされている。また、山中にあった甘南備寺のミミズにまつわる話が今昔物語にも掲載される等、古くより当山は平安京の人々に知られていた。
現在、甘南備山一帯は、薪甘南備山生活環境保全林として、京都府の生活環境保全林整備事業により森林公園として花木植栽や芝生広場、林内散策道、修景池、展望台、東屋等が整備され、京田辺市や社団法人薪甘南備山保存会により管理されている。この結果、森林浴が満喫できる手軽なハイキングスポットとして、京阪奈方面から多くの人が訪れている。
正月には、市民の健康や交流のため京田辺市文化協会主催の初登りが行われることが恒例となっている。

## 註釈

### 脚註
1. ↑  1668年、交通不便で寺の保護が困難となったため、東麓の薪山垣外に移転[10]。
2. ↑  1959年より毎年開催され、2022年1月現在58回開催されている[11][2]。